# Frederik Elias Ahlfvengren
Frederik Elias Ahlfvengren (en el parlamento llamado Ahlfvengren en Halmstad, más tarde Ahlfvengren en Estocolmo) (Halmstad, 7 de abril de 1862-Gustav Vasa parish, 22 de diciembre de 1921) fue un profesor de idioma sueco, político liberal, y botánico sueco. Provenía de una familia campesina, estudió en la Universidad de Lund, y en 1897 defendió una tesis de doctorado en botánica.
En 1902 fue nombrado profesor de historia natural y de química, en la «Escuela media general superior», de Halmstad, y en 1909 de biología y química en el «Real Norra» de Estocolmo.
Fue miembro del Parlamento en la Cámara Baja del distrito electoral de Halmstad, de 1909 a 1911. Como representante liberal, perteneció al grupo parlamentario del Partido Liberal. En el Parlamento, fue miembro de la Primera Comisión temporal desde 1910 hasta 1911.

## Algunas publicaciones
- 1898. Om induktionselektricitets inverkan på fröns groningsenergi och groningsförmåga (Efecto de inducción de la electricidad en las semillas, la energía de germinación).

### Libros
- 1924. Hallands växter: förteckning över fanerogamer och kärlkryptogamer ( Plantas de Hallands: una lista de fanerógamas y criptógamas vasculares ). Ed. A.-B. Gleerupska Universitetsbokhandeln. 207 pp.
- l.m. Neuman, f.e. Ahlfvengren. 1901a. Sveriges Flora. Fanerogamerna. 832 pp.
- l.m. Neuman, f.e. Ahlfvengren. 1901b. Herbarium Suecicum. Förteckning öfver Sveriges fanerogamer, i enlighet med Sveriges flora. Ed. Gleerup. 71 pp.
- 1896. Bidrag till kännendomen om compositétammens anatomiska byggnad (Estructura anatómica en Compositáceas). Ed. E. Malmströms Boktryckeri. 86 pp.

## Eponimia
- (Asteraceae) Hieracium ahlfvengrenii Dahlst.[2]